# 7 Cups of Tea
7 Cups (anteriormente chamado 7 Cups of Tea) é um site (e também um aplicativo) que oferece suporte para pessoas que sofrem de problemas emocionais, conectando-as com ouvintes treinados. O ouvinte, treinado em escuta ativa, interage com a pessoa que busca ajuda através de um chat confidencial e totalmente anônimo. Para usar o serviço como membro é necessário ter pelo menos 13 anos com consentimento dos pais, e para se tornar um ouvinte é necessário possuir 15 anos ou mais. 
O nome do site deriva de um poema homônimo, escrito pelo poeta chinês Lu Tong no século IX. É uma startup fundada pelo PhD em psicologia Glen Moriarty em julho de 2013. 